# الیز مک کان
الیز مک کان (به انگلیسی: Elise McCann) (زاده ۲۸ ژوئیه ۱۹۸۵) بازیگر استرالیایی و مجری تئاتر موزیکال است که بیشتر به خاطر نقش آفرینی خانم هانی در تولید استرالیایی ماتیلدا موزیکال و در نقش لوسیل بال در فیلم همه لوسی را دوست دارند، شناخته شده است.
مک کان که در وودونگا، ویکتوریا به دنیا آمد، در سیدنی بزرگ شد و در لورتو نورمنهورست تحصیل کرد.